# Universität Lille III

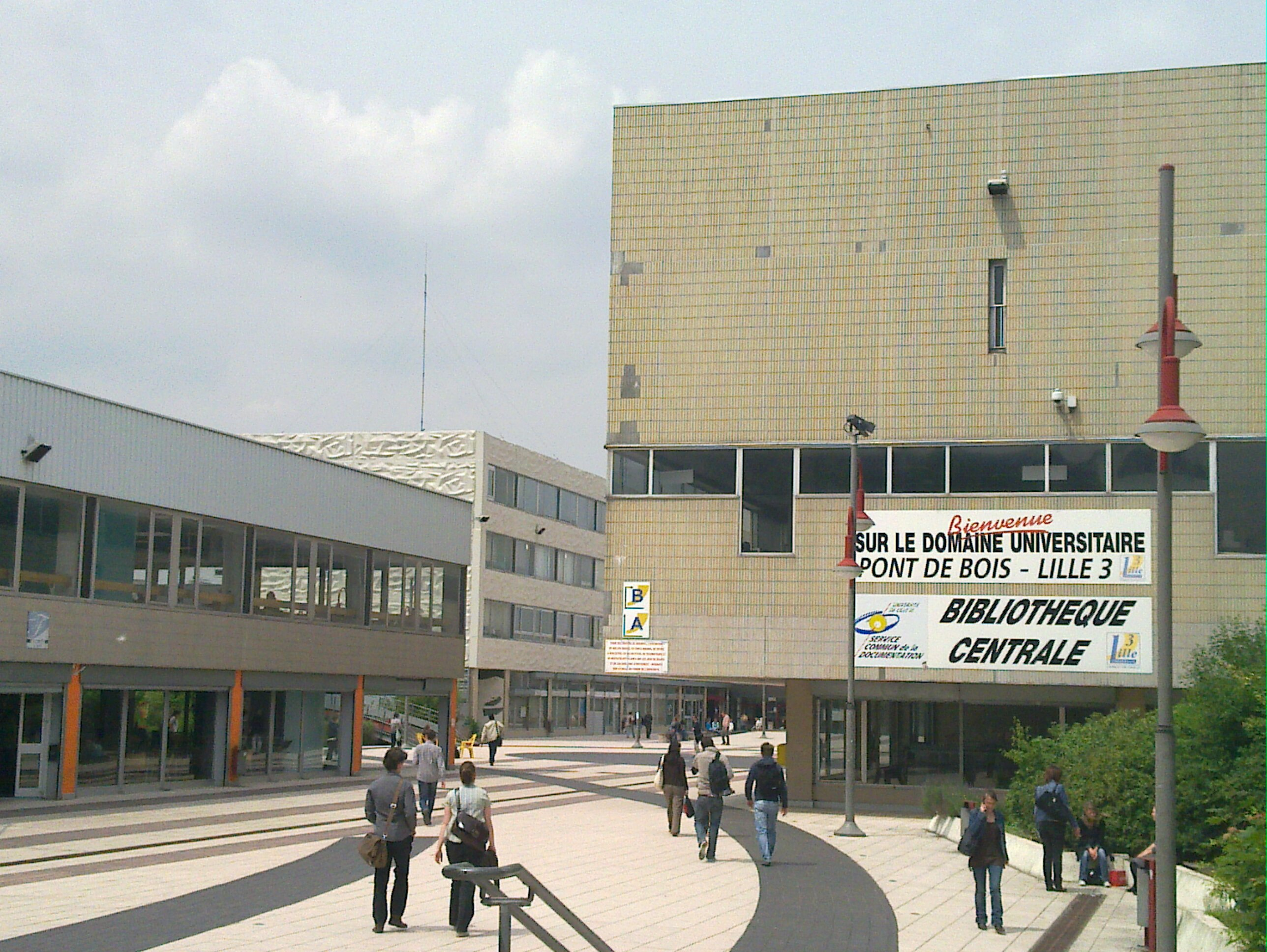
Universität Lille III (2010)

Die Universität Lille III (französisch: Université Lille III) war eine staatliche Universität in Villeneuve-d’Ascq (Département Nord) im Großraum Lille in Frankreich.
2017 beschlossen die drei Universitäten Lille I, II und III ihre Fusion zur Universität Lille, die zum Anfang des Jahres 2018 in Kraft trat.